# Cucumaria tenuis
Cucumaria tenuis is een zeekomkommer uit de familie Cucumariidae.
De wetenschappelijke naam van de soort werd in 1875 gepubliceerd door Hubert Ludwig.